# Athabasca (Alberta)
Athabasca es un pueblo canadiense situado en la provincia de Alberta.

## Superficie
Athabasca tiene una superficie de 17,79 km².

## Demografía
En 2021, tenía 2759 habitantes, una densidad poblacional de 155,1 hab./km², y 1325 viviendas.